# Arvika revir
Arvika revir var ett skogsförvaltningsområde inom Bergslags överjägmästardistrikt, Värmlands län, som omfattade Nordmarks och Gillbergs härader samt Jösse härad med undantag av Mangskogs, Brunskogs och Boda socknar. Reviret, som var indelat i fem bevakningstrakter, omfattade (1920) 14 099 hektar allmänna skogar, varav 11 kronoparker med en areal av 6 408 hektar.